# Ladislau Kabat
Ladislau Kabat (* 1. Oktober 1977) ist ein früherer deutscher Basketballspieler. Der 1,88 Meter große Aufbau- und Flügelspieler spielte unter anderem für die Telekom Baskets Bonn in der Basketball-Bundesliga.

## Spielerlaufbahn
Kabat spielte von 1995 bis 1999 für die Telekom Baskets Bonn in der 2. Basketball-Bundesliga und der Basketball-Bundesliga. Zeitweilig wurde er mittels einer Doppellizenz beim Zweitligisten BG Koblenz eingesetzt. 1999/2000 stand er in Diensten des Zweitligavereins SG Sechtem, ehe er von 2000 bis 2005 in den Vereinigten Staaten Leistungssport und Hochschulstudium verband. In dieser Zeit bestritt er insgesamt 90 Partien für die Mannschaft der Northern Michigan University und erwarb einen Abschluss in Betriebswirtschaftslehre.
2005 kehrte Kabat nach Deutschland zurück und spielte in der Saison 2005/06 für die Dragons Rhöndorf in der zweiten Liga, gefolgt von zwei Spielzeiten beim TuS Meckenheim in der zweiten und ersten Regionalliga, während er in Remagen einen weiteren Hochschulabschluss im Fach Logistik machte und anschließend seine berufliche Laufbahn im Versandwesen vorantrieb.